# Science Power Modules

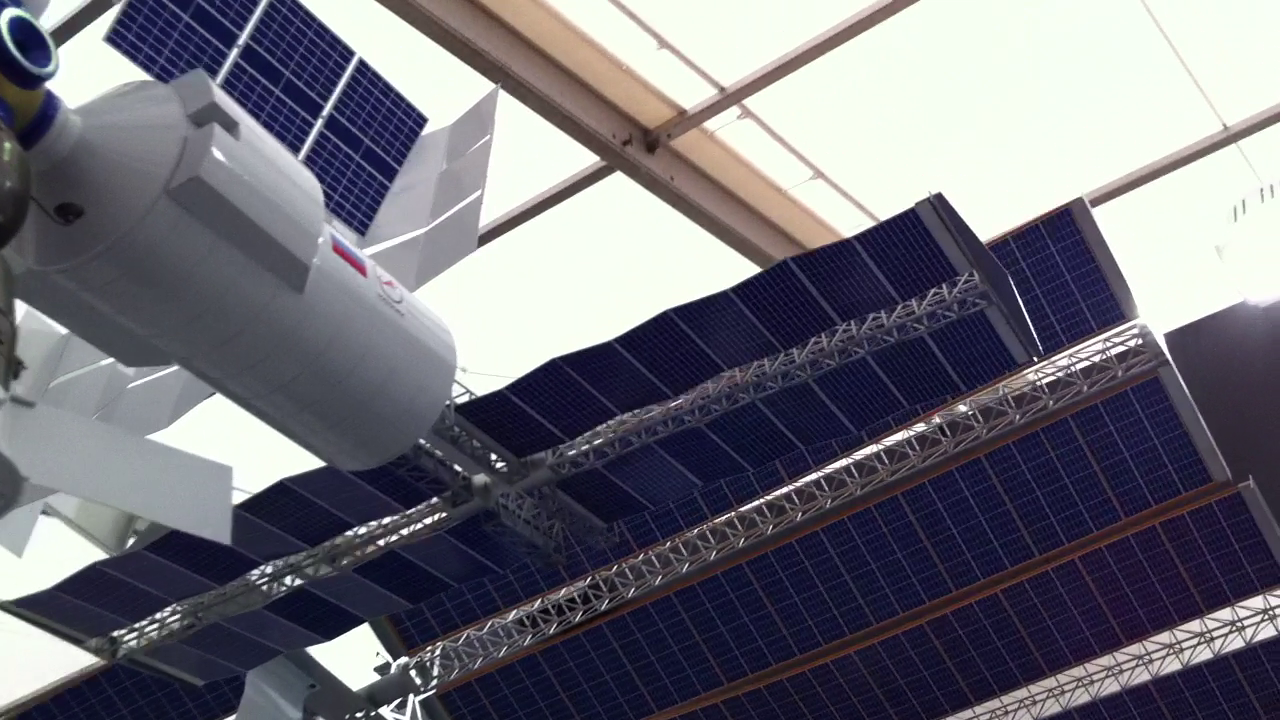
Ein auf der ILA 2012 ausgestelltes Modell eines der Science Power Modules

Die Wissenschafts- und Energiemodule NEM 1 und 2 (nach der russischen Bezeichnung Нау́чно-энергети́ческий мо́дуль bzw. Abkürzung НЭМ) waren zwei geplante russische Module für die Internationale Raumstation, die wissenschaftlichen Experimenten und der Energieversorgung dienen sollten. Sie sollten an ein 2011 genehmigtes und noch zu startendes Kopplungsmodul Pritschal angedockt werden. Der Start des NEM 1 war, nachdem sich die internationalen Partner auf eine Nutzung der ISS über das Jahr 2024 hinaus geeinigt hatten, für Herbst 2024 mit einer Proton-M-Rakete geplant.
Später hätten die NEM zusammen mit weiteren neuen Modulen von der ISS abgekoppelt werden können, um die Basis einer neuen russischen Raumstation zu bilden. Auf Vorschlag des NEM-Herstellers RKK Energija beschloss die russische Regierung jedoch im April 2021, das NEM 1 nicht mehr für die ISS zu nutzen. Stattdessen soll es als erstes Modul der neuen Russischen Orbitalstation (ROS) in eine eigene Umlaufbahn gestartet werden.

## Technische Daten
Die Wissenschafts- und Energiemodule werden bei einer Masse von je etwa 20 t und einem Durchmesser von 4,1 m sowie einer die Solarzellenpaneele einschließenden Länge von je 25,3 m jeweils 150 m³ Innenraum bieten. Sie sollen die zur Verfügung stehende elektrische Leistung des russischen ISS-Segments auf 30 kW vergrößern. Am endgültigen Aussehen und der Ausrüstung der Module wird aber noch gearbeitet.